# Never Look Back (Blues Saraceno)
Never Look Back è il primo album in studio del chitarrista statunitense Blues Saraceno, pubblicato nel 1989.

## Tracce
Musiche di Blues Saraceno, eccetto dove indicato.
1. Remember When – 2:29
2. Never Look Back – 3:00
3. Full Tank – 2:48
4. Jay Walkin' – 3:09
5. Deliverance – 2:41
6. The Shakes – 3:36
7. Before the Storm – 4:35
8. Funk 49 – 3:34 (Dale Peters, Jim Fox, Joe Walsh)
9. Jitter Blast – 1:31
10. Frazin' – 3:14

## Formazione
- Blues Saraceno – chitarra
- Randy Coven – basso
- Joey Franco – batteria